# Joon
Joon — колишня французька авіакомпанія, що мала базу в паризькому аеропорту «Шарль де Голль», дочірнє підприємство французького авіаперевізника Air France. Припинила операції 27 червня 2019

## Напрямки
Напрямки на квітень 2018:
| Країна     | Місто     | Аеропорт                                     | Примітка         | Посилання |
| ---------- | --------- | -------------------------------------------- | ---------------- | --------- |
| Бразилія   | Форталеза | Пінту-Мартинс (аеропорт)                     |                  | [ 4 ]     |
| Єгипет     | Каїр      | Каїр (аеропорт)                              |                  | [ 5 ]     |
| Франція    | Париж     | Париж-Шарль де Голль                         | Хаб              |           |
| Німеччина  | Берлін    | Берлін-Тегель                                |                  |           |
| Угорщина   | Будапешт  | Будапешт (аеропорт)                          | з 28 жовтня 2018 | [ 6 ]     |
| Індія      | Мумбаї    | Міжнародний аеропорт імені Чатрапаті Шіваджі | з 18 червня 2018 | [ 7 ]     |
| Іран       | Тегеран   | Тегеран-Імам Хомейні                         |                  | [ 5 ]     |
| Італія     | Неаполь   | Неаполь (аеропорт)                           |                  | [ 8 ]     |
| Італія     | Рим       | Рим-Фіумічіно                                |                  | [ 8 ]     |
| Норвегія   | Берген    | Берген (аеропорт)                            | з 28 жовтня 2018 | [ 6 ]     |
| Норвегія   | Осло      | Осло-Гардермуен                              |                  | [ 8 ]     |
| Португалія | Лісабон   | Лісабон (аеропорт)                           |                  |           |
| Португалія | Порту     | Порту (аеропорт)                             |                  |           |
| Іспанія    | Барселона | Барселона — Ель-Прат                         |                  |           |
| Сейшели    | Мае       | Сейшели (аеропорт)                           |                  | [ 4 ]     |
| ПАР        | Кейптаун  | Кейптаун (аеропорт)                          |                  | [ 5 ]     |
| Туреччина  | Стамбул   | Стамбул-Ататюрк                              |                  | [ 8 ]     |

## Флот

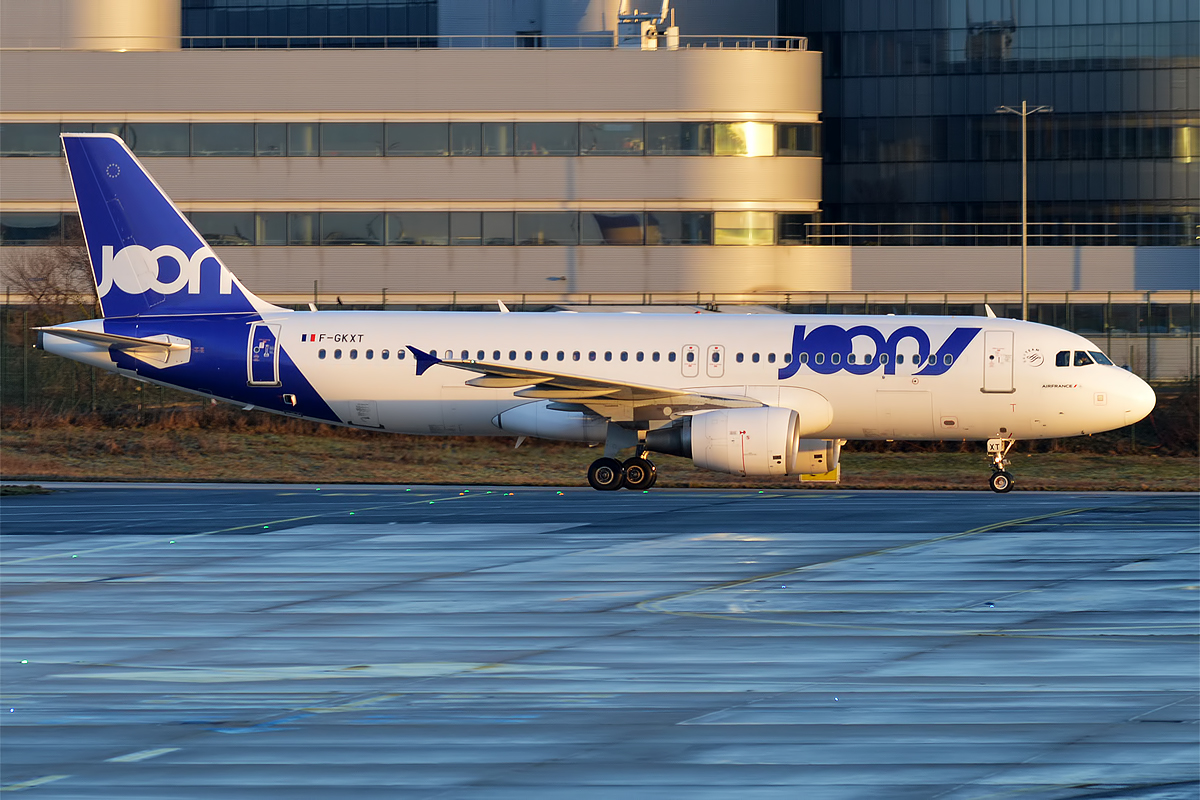
Joon Airbus A320

Флот Joon на березень 2018:
| Тип             | В дії | Замовлено | Пасажири | Пасажири | Пасажири | Пасажири | Примітки                             |
| Тип             | В дії | Замовлено | C        | W        | Y        | Total    | Примітки                             |
| --------------- | ----- | --------- | -------- | -------- | -------- | -------- | ------------------------------------ |
| Airbus A320-200 | 7     | —         | —        | —        | 174      | 174      |                                      |
| Airbus A321-200 | 4     | —         | 16       | —        | 188      | 204      |                                      |
| Airbus A340-300 | 2     | 2         | 30       | 21       | 227      | 278      | Будуть передані з Air France в 2018. |
| Разом           | 13    | 2         |          |          |          |          |                                      |